# Tubifex marinus
Tubifex marinus är en ringmaskart som beskrevs av Carl von Linné in Vaillant 1893. Tubifex marinus ingår i släktet Tubifex och familjen Maldanidae. Inga underarter finns listade i Catalogue of Life.